# Maxime Bussière
Pour les articles homonymes, voir Bussière.
Maxime Bussière (né le 2 septembre 1987 à Lyon (Rhône), est un ancien sportif de haut niveau. Il a été un nageur français, qui a évolué au sein du Cercle des Nageurs de Marseille. Champion de France, sa spécialisé était la brasse. Après l’arrêt de la natation, Maxime Bussiere a poursuivi sa carrière de haut niveau dans le volley. Il est désormais DRH. 

## Biographie
Après la natation, il se lance dans une carrière de volleyeur et fait ses débuts professionnels avec le GFC Ajaccio Volley-Ball le 14 janvier 2017 face au Chaumont Volleyball (2 points dans la rencontre).[réf. nécessaire] Après avoir été préparateur mental et hypnothérapeute, pour accompagner des sportifs de haut niveau, il est aujourd’hui DRH du Groupe MSD.[réf. nécessaire]
En couple avec la Directrice de la Communication de la Caisse d’Epargne CEPAC, Émilie Spagnolo, de cette union est née une petite fille en 2018.  

## Titres
- 2009 : champion de France par équipes du 4 x 100 m 4 nages avec son club, le Cercle des nageurs de Marseille.
- 2010 : champion de France du 50 m brasse[2].
- 2012 : champion de France par équipes du 4 x 100 m 4 nages avec son club, le Cercle des nageurs de Marseille.

### Autres résultats
2008 grand bassin :
- 2e sur 4 x 100 m 4 nages avec son club, le Cercle des nageurs de Marseille

2009 petit bassin :
- 3e sur 50 m brasse en 27 s 89
- 3e sur 100 m brasse en 1 min 0 s 29

2009 grand bassin :
- 3e sur 50 m brasse en 27 s 93
- 6e sur 100 m brasse en 1 min 2 s 42

2010 grand bassin :
- 3e sur 100 m brasse en 1 min 2 s 77
- 3e sur 4 x 100 m 4 nages avec son club, le Cercle des nageurs de Marseille

2012 grand bassin 
- 2e sur 50 m brasse en 28 s 36

## Records

### Bassin de 50 m
- 50 m brasse : 27 s 93 le 22/04/09 à Montpellier
- 100 m brasse : 1 min 1 s 74 le 25/04/09 à Montpellier
- 200 m brasse : 2 min 19 s 91 le 05/04/09 à Malaga (Espagne)

### Bassin de 25 m
- 50 m brasse : 27 s 89 le 07/12/08 à Angers
- 100 m brasse : 1 min 0 s 29 le 05/12/08 à Angers
- 200 m brasse : 2 min 14 s 27 le 28/12/08 à Saint-Paul